# Lancia Dedra
Lancia Dedra (заводська назва Type 835) — середньорозмірний автомобіль, що вироблявся італійською компанією Lancia з 1989 по 2000 роки.

## Опис
Спочатку автомобіль виготовлявся як аналог, а потім повністю замінив Lancia Prisma, яка вже не могла конкурувати на ринку. В цілому, Dedra може розглядатися як седан-версія другого покоління Delta, представленого на чотири роки пізніше, в 1993 році.
Завданням Dedra було зберегти риси Prisma, щоб відродити бренд Lancia на ринку середніх представницьких автомобілів. Так, Dedra був представлений як другий флагманський автомобіль Lancia, спрямований на людей, охочих придбати елегантний середньорозмірний седан, але не більше представницький автомобіль, як Thema.
Дизайн, розроблений Ерколе Спаду з ательє I.DE.A Institute, показав відмінний коефіцієнт лобового опору величиною 0,29. Автомобіль виглядав престижним, ексклюзивним, індивідуальним і комфортним, що досягається застосуванням обладнання високого рівня і якісних матеріалів (наприклад, з алькантари), а також такі деталі, як спеціальна фарба, легкосплавні диски та увагу до шумоізоляції, вентиляції та іншим дрібницям. У салоні регулювання мають сидіння,кермо і електричні дзеркала. Присутні системи безпеки, як пасивна (покликана звести до мінімуму травми в результаті нещасних випадків), так і активна (ABS і подушки безпеки).
Базою для автомобіля став Fiat Tipo, у кузовів збігалися днища, оскільки в кінці 1980-х років Fiat Group було прийнято рішення про економію. Таким чином, чотири різних автомобілі мали одну базу: Fiat Tipo (1988), Lancia Dedra (1989), Fiat Tempra (1990) і Alfa Romeo 155 (1992). Пізніше база послужила основою для Lancia Delta і Fiat Coupe.
У 1991 році у виробництво був запущений Dedra Integrale. Він мав ті ж двигун і коробку передач, що Delta Integrale 8v. 8-клапанний двигун Delta Integrale є одним з просунутих, 2-літровий 4-циліндровий з двома розподільними балансувальними валами і турбокомпресором Garrett T3, цей двигун видає потужність до 171 к.с. (127 кВт). Dedra Integrale, як і Delta Integrale, це повнопривідний автомобіль, який має нову систему контролю тяги Visco Drive 2000. Також, як опція, на версіях з двигунами об'ємом 2 літри і більше, є електронне управління підвіскою.
Час початку виробництва Dedra збіглося з хорошим часом для Lancia: роком раніше з'явився Thema, але і до цього, протягом п'яти років стабільно продавалися автомобілі Delta, завдяки чому успішним було і в другому поколінні, яке було популярним серед молоді. У моделі Y10 так само стався невеликий рестайлінг, який збільшив продажі. Проте, Dedra не мав великого успіху за межами Італії. Зміна передньої частини в 1993 році мало зробило для підвищення продажів, а через роки автомобіль був знятий з продажу в деяких країнах з правостороннім рухом. Після 1993 року на італійському ринку популярність мав автомобіль в кузові універсал, та і його пізніше замінили на нові Lybra в кінці 1990-х років.
Всього за 1989—2000 роки було вироблено 418 084 автомобілів[джерело?].

## Двигуни
- 1.6 L I4 8V
- 1.8 L I4 8V
- 2.0 L I4 8V
- 1.6 L I4 16V
- 1.8 L I4 16V
- 2.0 L I4 16V
- 2.0 L I4 8V Turbo
- 1.9 L I4 TD (diesel)

## Галерея

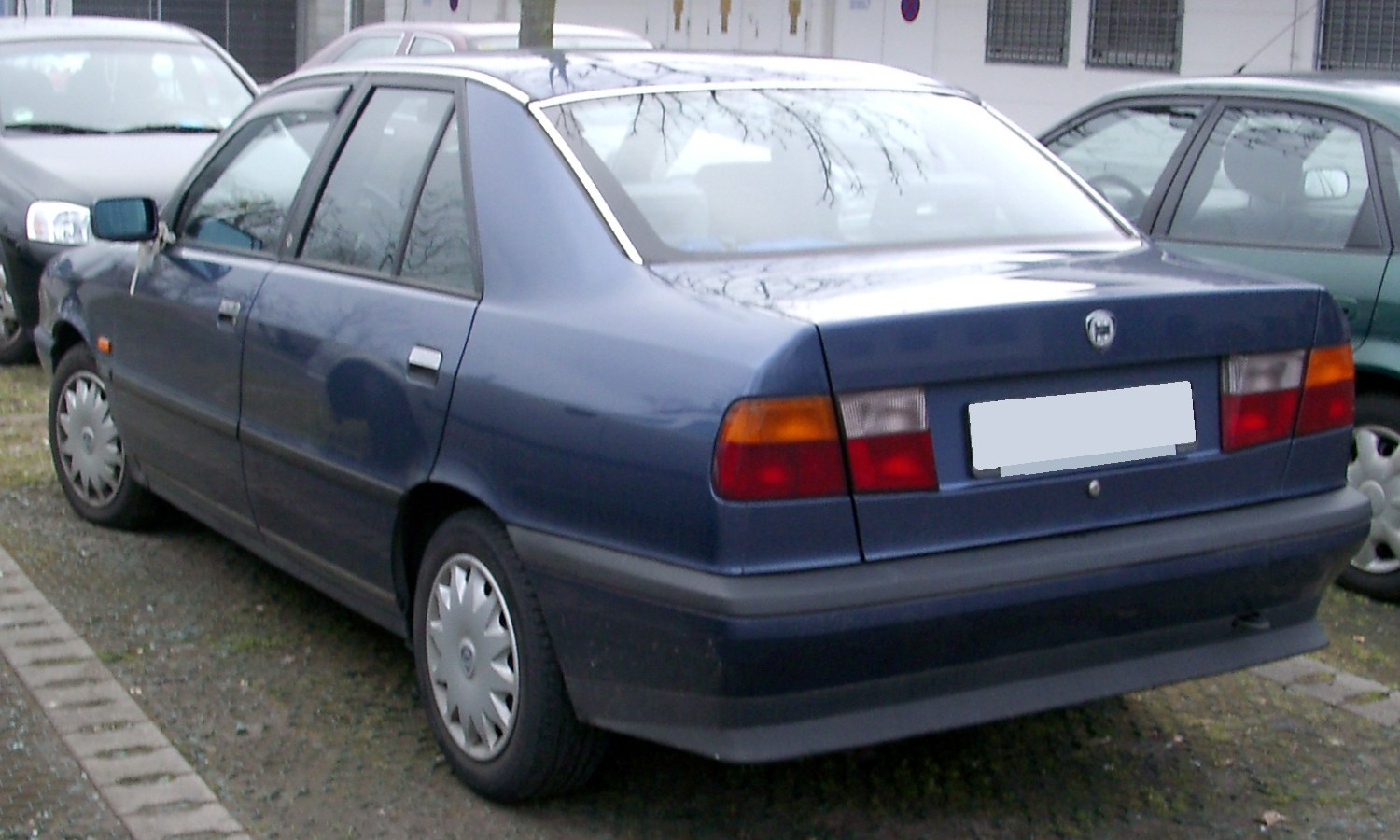
Lancia Dedra
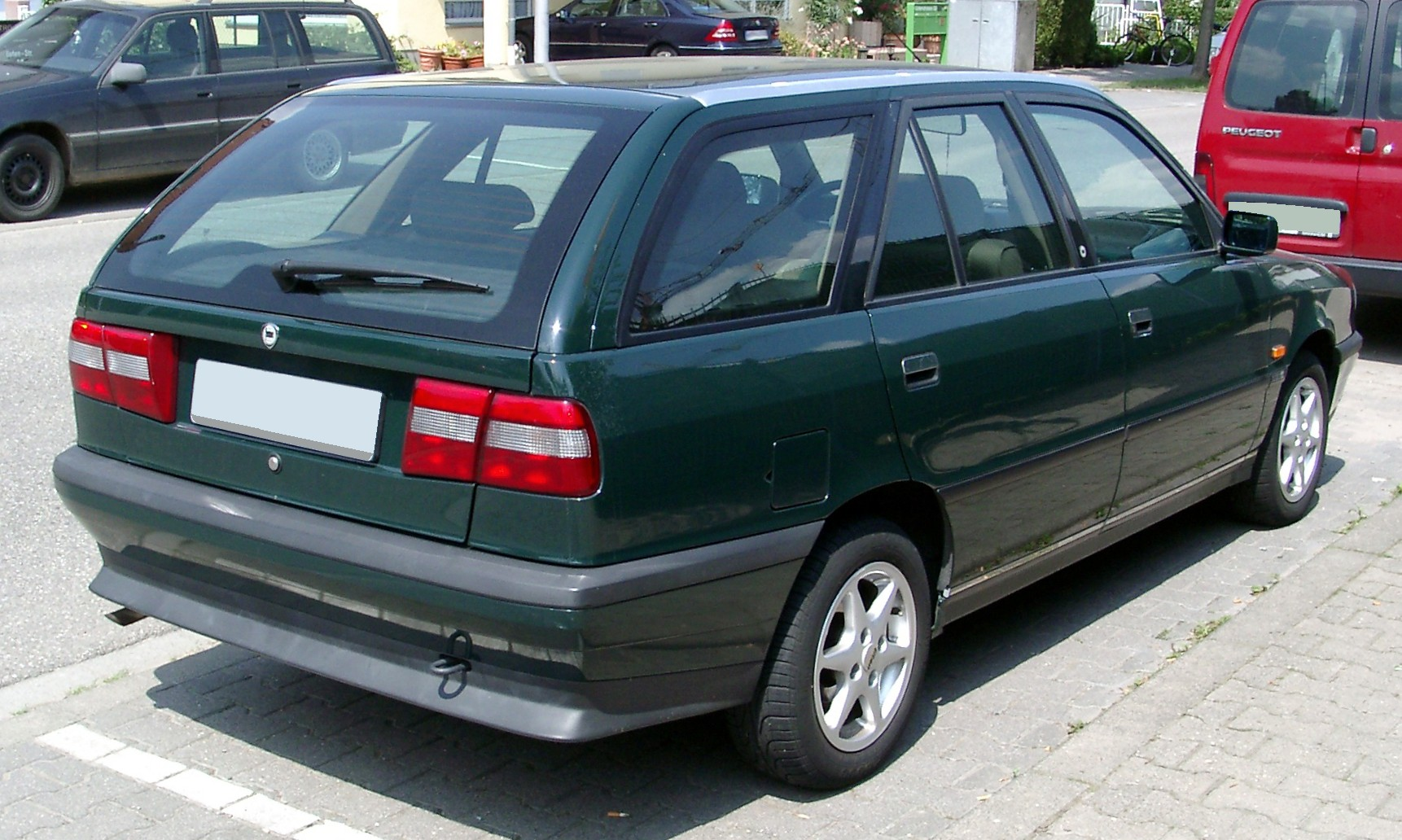
Lancia Dedra SW
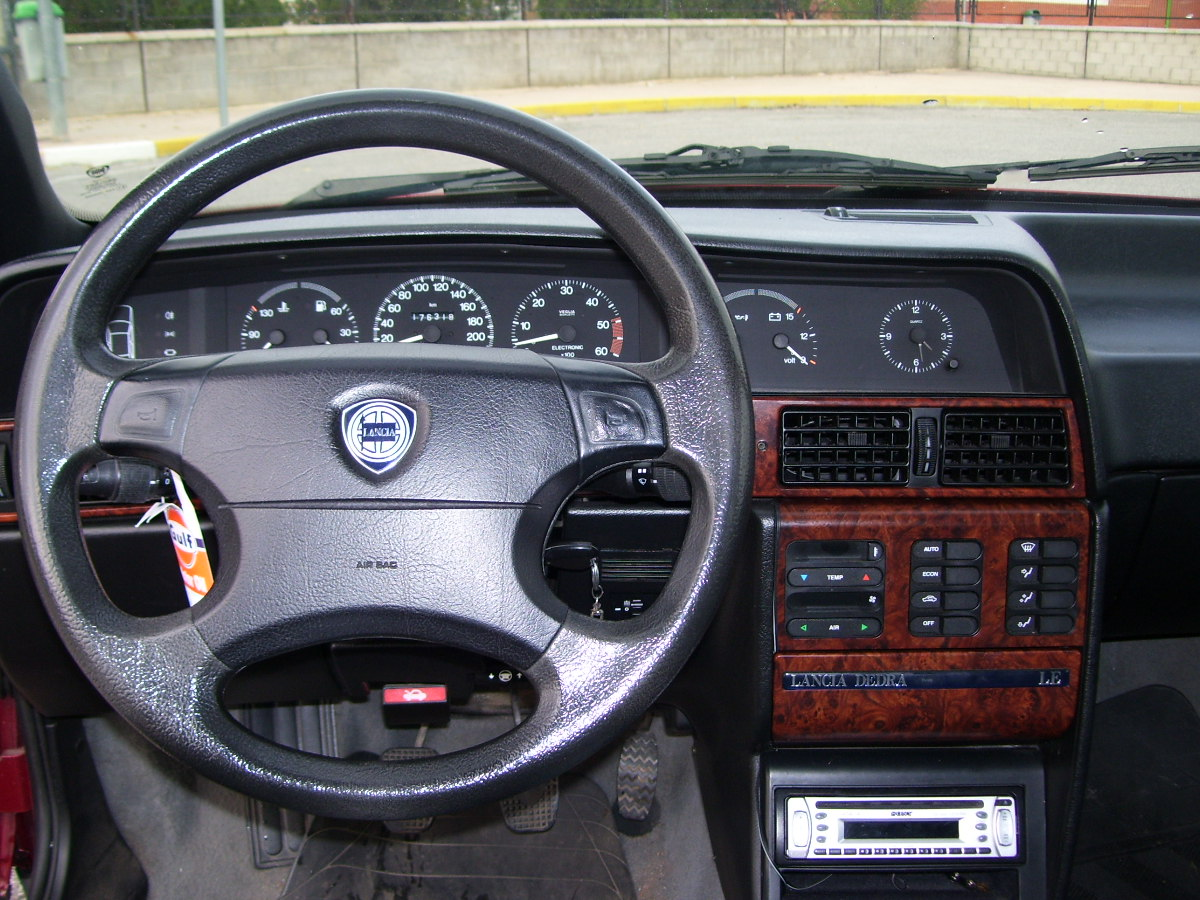
Руль